# Mercolleida
Mercolleida és una llotja agropecuària ubicada a la ciutat de Lleida.
És el mercat de referència internacional del sector porcí, i els seus indicadors fixen el preu de la carn per tot l'estat. Les cotitzacions de Mercolleida també són rellevants en els mercats del boví i oví i dels cereals i la fruita dolça.
Mercolleida va nàixer el 1972 com a filial de Mercosa fent d'intermediari en la comercialització de fruita i poc després, de cereals. Amb l'expansió del cooperativisme va fer de gerència de les seccions fruiteres i cerealístiques. El 1980 va impulsar la creació d’Indulleida, sent el soci majoritari, dedicada a la transformació de la fruita d’Alguaire. El 1986 es va dissoldre la matriu Marcosa, i el 1992 l'Ajuntament de Lleida va comprar el 80% de les accions de Mercolleida, mentre que la resta de capital quedava dispers entre petits accionistes, i transformant Mercolleida en llotja i casa de l’agricultor.